# 拉特里尼泰 (芒什省)
拉特里尼泰（法語：La Trinité，法語發音：[la tʁinite] ⓘ）是法国芒什省的一个市镇，属于圣洛区。 

## 地理
拉特里尼泰（48°47'26"N, 1°14'7"W）面积9.16 平方千米，位于法国诺曼底大区芒什省，该省份为法国西北部沿海省份，西、北、东北三面环大西洋，东起顺时针与卡爾瓦多斯省、奧恩省、马耶讷省和伊勒-维莱讷省接壤。
与拉特里尼泰接壤的市镇（或旧市镇、城区）包括：布尔格诺勒、拉谢斯博杜安、谢朗塞勒埃龙、勒帕尔克、维勒迪约莱波埃勒-鲁菲尼。

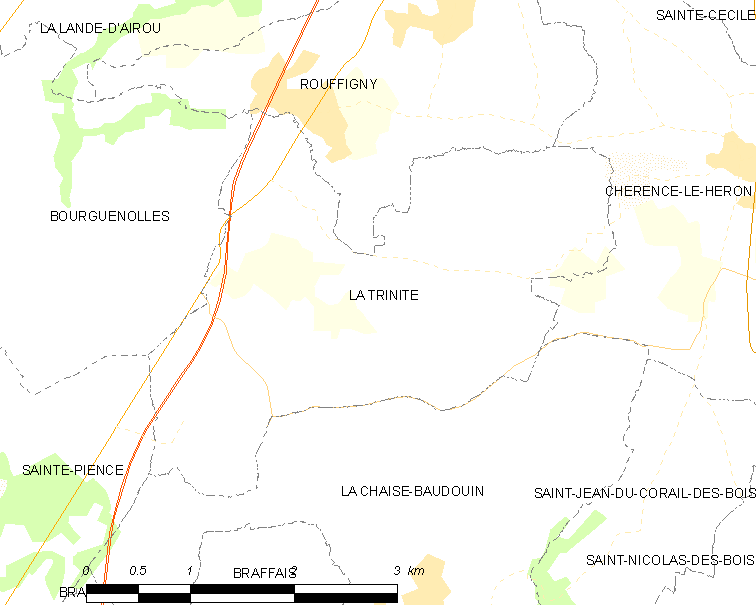
的OSM定位图

拉特里尼泰的时区为UTC+01:00、UTC+02:00（夏令时）。

## 行政
拉特里尼泰的邮政编码为50800，INSEE市镇编码为50607。

## 政治
拉特里尼泰所属的省级选区为维勒迪约莱普瓦勒-鲁菲尼县。

## 人口

1962-2008年间人口变化图示

拉特里尼泰于2022年1月1日时的人口数量为401人。